# Mega (Einkaufszentren)

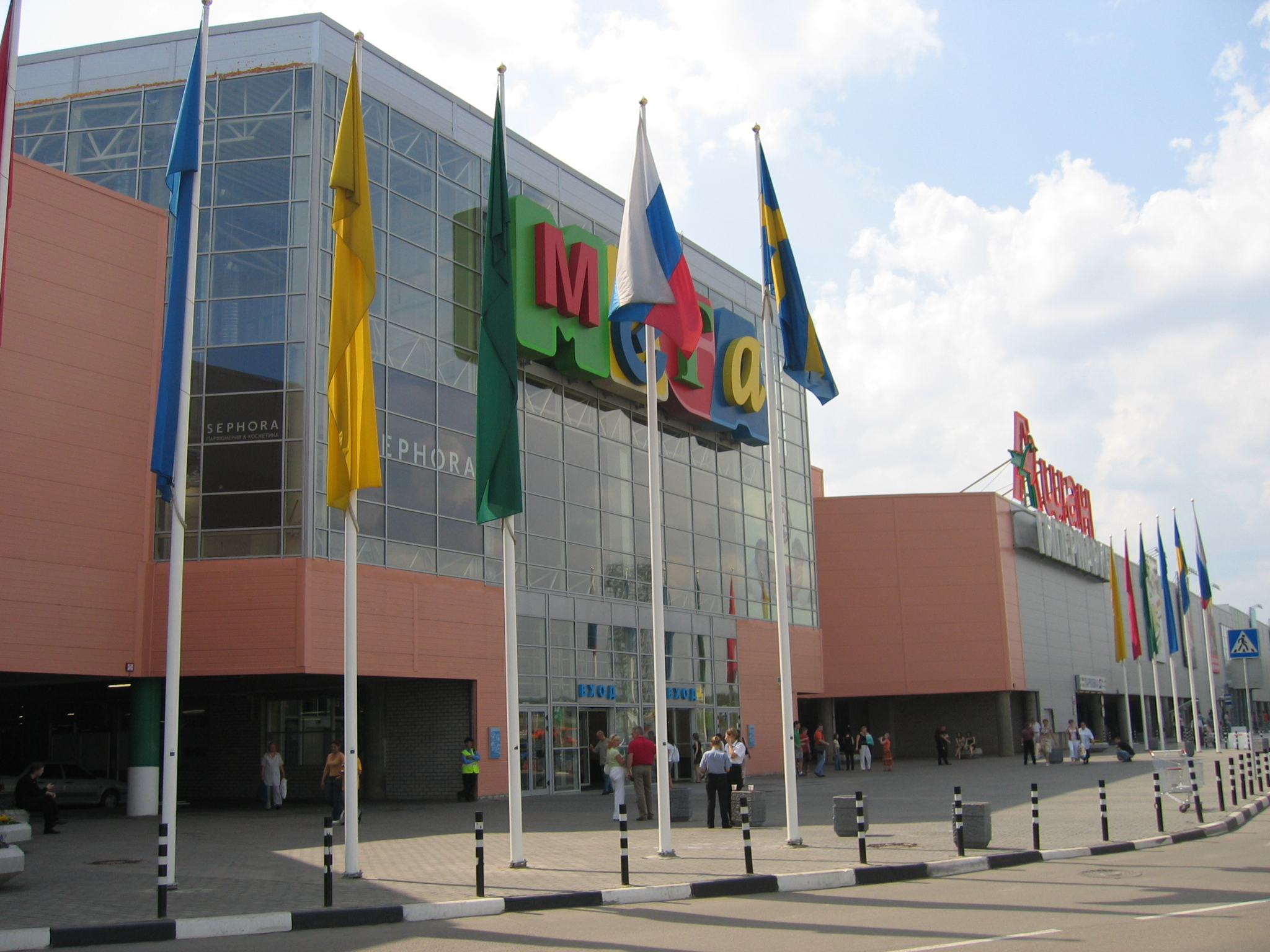
Eine MEGA-Mall in Moskau

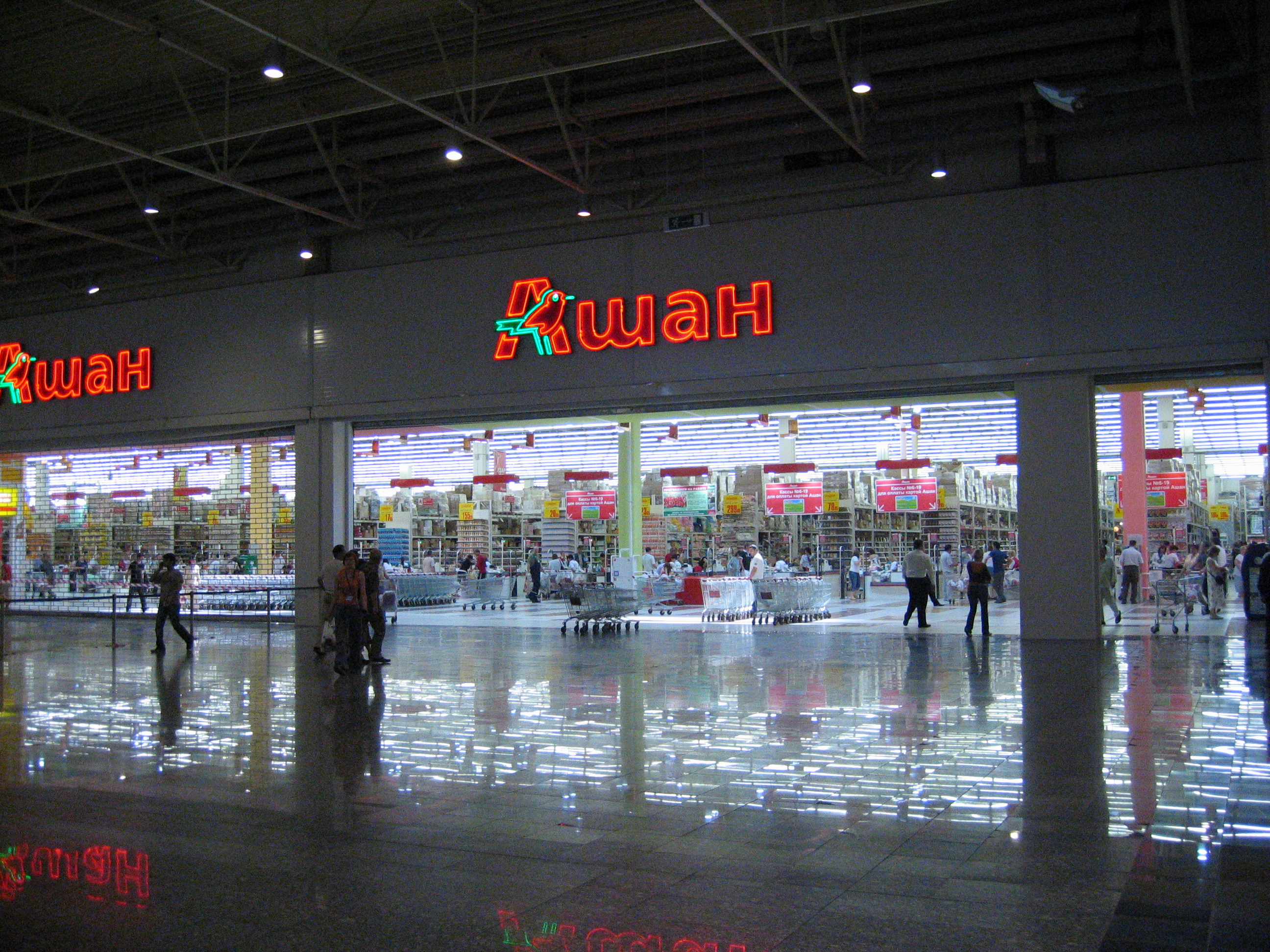
Auchan-Hypermarkt in MEGA

Mega oder auch MEGA (russisch МЕГА) ist eine Kette von großen Einkaufszentren („Megamalls“) in Russland. Die Mega-Malls sind gegenwärtig die größten Shoppingzentren in Russland und zählen auch zu den größten europaweit.

## Allgemeines
Mega-Mall ist ein Konzept sehr großer Einkaufszentren, das vom schwedischen Möbelhauskonzern IKEA für den russischen Einzelhandelsmarkt entwickelt wurde. Alle Mega-Malls sind ähnlich konzipiert: Neben den eigentlichen Einkaufspassagen, die jeweils Hunderte von kleinen und großen Läden, Hypermärkte, Cafés und Restaurants, Multiplex-Kinos, Dienstleistungsbetriebe sowie eine das ganze Jahr über funktionierende Kunsteisbahn unter einem Dach vereinen, zählten die beiden Ankermieter IKEA und der Baumarkt Obi zum Komplex. Die Zentren werden aus Platz- und Kostengründen im Umland errichtet; dadurch werden auch ausreichend Parkplätze und ein günstiger Autobahnanschluss ermöglicht. Obi und IKEA haben nach dem russischen Überfall auf die Ukraine die Geschäftstätigkeit in Russland eingestellt. 2023 wurde das Unternehmen von der Gazprombank aufgekauft.

## Standorte
Das erste Mega-Zentrum (Tjoply Stan) entstand Ende 2002 in Moskau, am südwestlichen Teil des städtischen äußeren Autobahnrings knapp hinter der Stadtgrenze; seine Verkaufsfläche beträgt 150.000 m² auf der Gesamtfläche von rund 53 Hektar. Das zweite Zentrum, das im Jahr 2004 in Chimki bei Moskau errichtet wurde, übertraf das erste nochmals in der Größe. Einige Monate später eröffnete eine Mega-Mall in Kasan an der Wolga. Im Herbst 2006 wurden zwei in Sankt Petersburg eröffnet und je eins in Jekaterinburg und Nischni Nowgorod. Die dritte Moskauer Megamall (Belaja Datscha) im südöstlichen Umland folgte im Februar 2007. 
Gegenwärtig (Stand: Oktober 2011) sind 14 Malls in den Großräumen Moskau (3), Sankt Petersburg (2), Kasan, Jekaterinburg, Nischni Nowgorod, Krasnodar (Tachtamukay in Adygeja), Rostow am Don, Nowosibirsk, Samara, Omsk und Ufa in Betrieb.